# Agelasta illecideosa
Agelasta illecideosa es una especie de escarabajo longicornio del género Agelasta, categorizada en la tribu Mesosini, de la subfamilia Lamiinae. Fue descrita por Breuning en 1967.

## Descripción
Mide 16 mm de longitud.

## Distribución
Se distribuye por Asia: Indonesia (Borneo).